# عشق برای همیشه
عشق برای همیشه (عربی: حب إلى الأبد) یک فیلم به کارگردانی یوسف شاهین است که در سال ۱۹۵۸ منتشر شد. از بازیگران آن می‌توان به محمود الملیجی اشاره کرد.